# ワールドトレードセンター (ニューヨーク)
ワールドトレードセンター、世界貿易センター（英語: World Trade Center, WTC）は、かつてアメリカ合衆国のニューヨーク市マンハッタン区のローワー・マンハッタンに位置していた高層ビルの集合体である。
ツインタワーと呼ばれる2棟の110階建てオフィスビルを中核に、計7棟のビルで構成されていた。1973年4月4日にオープンし、2001年9月11日に破壊されるまで存在していた。ツインタワー（1 WTCおよび2 WTC）は完成時に世界一の高さを誇り、2棟の巨大な直方体が並び立つ姿はニューヨーク市やマンハッタンのシンボルとなっていた。建設および経営にはニューヨーク・ニュージャージー港湾公社があたっていた。
2001年9月11日に発生したアメリカ同時多発テロ事件（9.11テロ事件）の標的の一つとなり、最終的にツインタワーが崩壊し、それに巻き込まれる形で残る5つのビルも半壊または全壊したことで壊滅状態に陥った。現在は跡地に1 ワールドトレードセンターをはじめとした6つの超高層ビルと9.11テロ事件の追悼施設などからなる新WTCが開業している。

## 起源

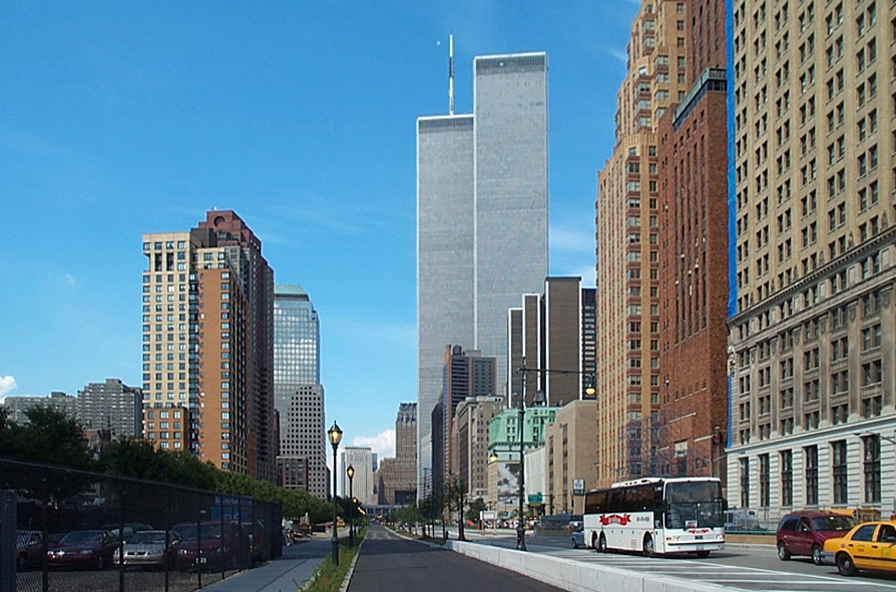
南側から見たWTCのツインタワー（2001年7月撮影）

ワールドトレードセンターの敷地には、1921年から1966年まで「ラジオ・ロウ」と呼ばれる電気部品街が存在していた。1921年にハリー・シュネック (Harry Schneck) がコートランド・ストリートに「シティ・ラジオ」という店をオープンしたのを皮切りに、最終的にこの地には数ブロックにわたって広がる電気部品店の街が形成された。とあるビジネス記者によると、ラジオ・ロウは電子部品流通事業の起源であった。
1939年、ニューヨーク万国博覧会の中で、「World Peace through Trade（貿易を通じての世界平和）」をテーマに「ワールドトレードセンター」と名付けられたパビリオンが設置された。第二次世界大戦終結後の1946年、ローワー・マンハッタンに世界的な貿易センターを建設する提案がニューヨーク州議会によって承認され、当時のニューヨーク州知事トマス・E・デューイが建設計画の立案に乗り出したが、1949年になるとこのプロジェクトは頓挫した。
1959年、ミッドタウンの繁栄の影で経済的に停滞していたロウアー・マンハッタン地区の再興を望んでいたデイヴィッド・ロックフェラーは、「ダウンタウン・ロウアー・マンハッタン協会 (Downtown Lower Manhattan Association)」を設立し、いったんは頓挫した世界的な貿易センターの建設プロジェクトを復活させた。この計画を実現するため、ロックフェラーはニューヨーク港湾公社に協力を要請した。
ニューヨーク港湾公社のエグゼクティブ・ディレクターであるオースティン・トービンはロックフェラーの計画を支持し、貿易センターの建設プロジェクトを強力に推進した。トービンは、このプロジェクトで建設されるものは単なる「世界的な貿易センター (world trade center)」ではなく、「ザ・ワールドトレードセンター (the World Trade Center)」という唯一無二の存在であるべきだと述べた。1962年1月までに、トービンはニューヨーク州・ニュージャージー州の両州政府から計画への支持を取りつけることに成功し、一帯を再開発して巨大なオフィスビルを複数作り、貿易関係の企業や公的機関を集積させるという「ワールドトレードセンター・コンプレックス」の建設が正式に認可された。
1961年に公開された当初の案では、ワールドトレードセンターはイースト川沿いの敷地に建設されることとなっていたが、最終的にハドソン&マンハッタン鉄道のターミナルがあり、ニュージャージー州との交通が便利なハドソン川沿いのラジオ・ロウ地区が建設用地として選ばれた。ラジオ・ロウに存在する事業者への移転費用の補償として、港湾公社は各事業の存続期間や売り上げの程度にかかわらず、すべての事業者に一律に3,000ドルを支払った。1965年3月、敷地がWTCの建設用地として買収され、翌1966年3月からラジオ・ロウの解体工事が開始された。1966年8月、起工式が執り行われ、WTCの建設工事が始まった。

## ツインタワーの設計と建設

### デザイン

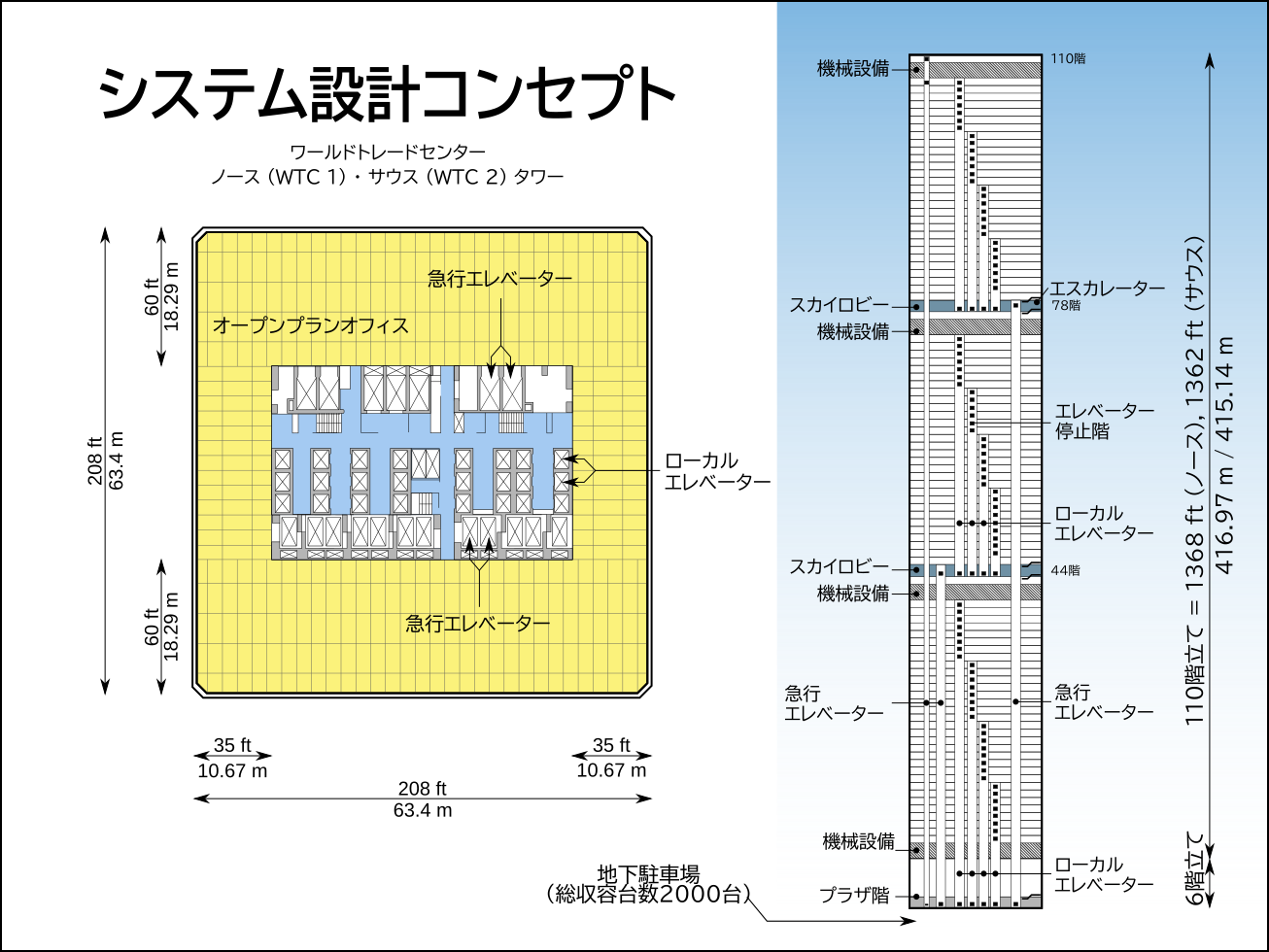
ツインタワーの典型的なオフィスフロアの平面図と、エレベーター運行概念図。チューブ構造が採用されており、外壁と中央のコア（水色の領域）の間のフロア（黄色の領域）には柱などの障害物が存在しないことがわかる。コアには99基のエレベーターと3本の非常階段が集中的に配置されていた。

1962年9月20日、港湾公社はワールドトレードセンターの主任建築士として日系アメリカ人のミノル・ヤマサキを選出したことを発表した。WTCの中心施設をツインタワーとするのはヤマサキのアイディアであり、彼のオリジナル案では2つのタワーはそれぞれ80階建のビルとなっていた。しかし、80階建のタワーでは港湾公社が設定した10,000,000平方フィート（930,000m²）以上のオフィススペース確保という条件をクリアできなかったため、最終的にツインタワーはそれぞれ110階建のビルとして建設されることになった。
1964年1月18日、ヤマサキによる建設計画案が一般公開され、ツインタワーが一辺208フィート（63.4m）の正方形底面をもつ直方体となることが明らかになった。オフィスフロアの外窓はひとつにつき幅18インチ（46cm）と細長いものになっていたが、これはヤマサキ自身の高所恐怖症の反映であり、フロアにいる人間が高度による恐怖を感じることがないよう配慮した結果だった。ヤマサキによる設計はさらに、ツインタワーの外壁をアルミニウム合金で被覆することを求めていた。WTCのデザインはヤマサキによるゴシック・モダニズム建築の独創的な表現であったほか、ル・コルビュジエの建築哲学が顕著に反映されていた。さらにヤマサキは、ツインタワーのデザインにイスラーム建築の特徴を取り入れていた。
各タワーの44階と78階にはエレベーターの乗り換え階「スカイロビー」が設けられ、急行エレベーターをスカイロビーに直行させ、ここからさらに各階行のローカルエレベーターに乗り換えさせるという方式になっていた。このシステムにより、効率的なエレベーターの運行が実現されるのと同時に、エレベーターシャフト数の削減により、フロアの使用可能面積が62%から75%に引き上げられた。WTCのツインタワーはシカゴのジョン・ハンコック・センターに続き、スカイロビーを採用した2例目の超高層ビルだった。ツインタワーにはそれぞれ99基のエレベーターが設けられ、両タワーの合計では198基のエレベーターが存在した。

### 構造設計

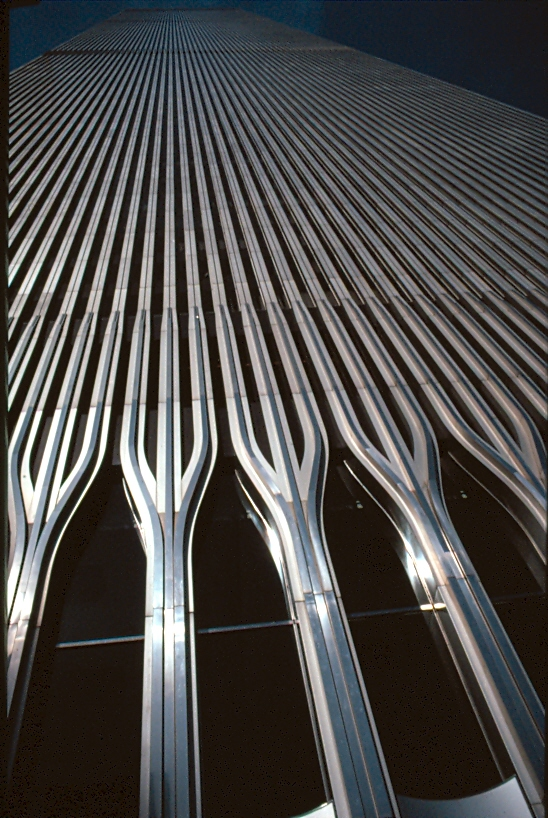
ツインタワーの外壁支柱。ヤマサキのデザインに従い、アルミニウム板で鋼鉄の支柱が被覆されている。この部分にはイスラム建築およびゴシック建築から尖頭アーチの要素が取り入れられている。

ヤマサキによるデザインを実現しつつ十分な強度を得るため、構造エンジニア班はファズラー・ラーマン・カーンが開発したチューブ構造を採用した。ツインタワーのチューブ構造は「フレームド・チューブ (framed-tube)」と呼ばれる設計であり、チューブ状に並べた外壁支柱とビル中心のコア支柱との間に床の梁を渡すことにより、柱や耐力壁のない広大なスペースを得ることができた。ツインタワーの外壁は、各面59本、合計236本の鉄骨支柱をチューブ状に密に配置したもので、外壁の一辺の長さは約63mだった。外壁支柱は事実上すべての水平荷重（風荷重など）を負担し、さらに鉛直荷重をコア支柱と分担するよう設計されていた。地上階には出入り口を設ける必要があり、支柱と支柱の間隔を広く取る必要があったため、外壁支柱は7階付近から1本のものがフォークのように3本に分かれ、そのまま最上階まで達する設計となっていた。各タワーの中心部（コア）には47本のコア支柱があり、すべてのエレベーター（各99基）および非常階段（各3本）もコアに集中的に設置されていた。
耐火被覆材を吹きつけた外壁支柱・コア支柱でつくられるチューブ構造は、エンパイアステートビルのような（耐火被覆に石材を使用する）建築物よりも軽量かつ柔軟であるため、風に対しても横揺れしやすい性質をもっていた。ニューヨーク港に面したローワー・マンハッタンは風が強く、横揺れは深刻な問題として懸念された。ツインタワーの設計には風洞実験が用いられており、タワー内部の人間が耐えられる横揺れのレベルも実験により評価された。多くの被験者はネガティブな反応を示し、めまいなどの体の不調を訴えた。横揺れを低減するため、主任技術者レスリー・ロバートソンは、アラン・ダヴェンポートとともに粘弾性ダンパー (viscoelastic damper) を開発した。約1万個の粘弾性ダンパーが、各タワーの外壁支柱と床の間に設置され、（いくつかの他の改良点とともに）横揺れを許容できるレベルに抑えることに成功した。
ツインタワーの107階から110階にかけては、「ハットトラス (hat trusses)」と呼ばれる構造が設けられていた。ハットトラスは、タワー屋上に設けられる予定の通信アンテナの荷重を支持するためのものだった。1978年、1 WTC（北タワー）の屋上に実際にアンテナが設置されたが、2 WTCにアンテナが設置されることはなかった。

### 建設

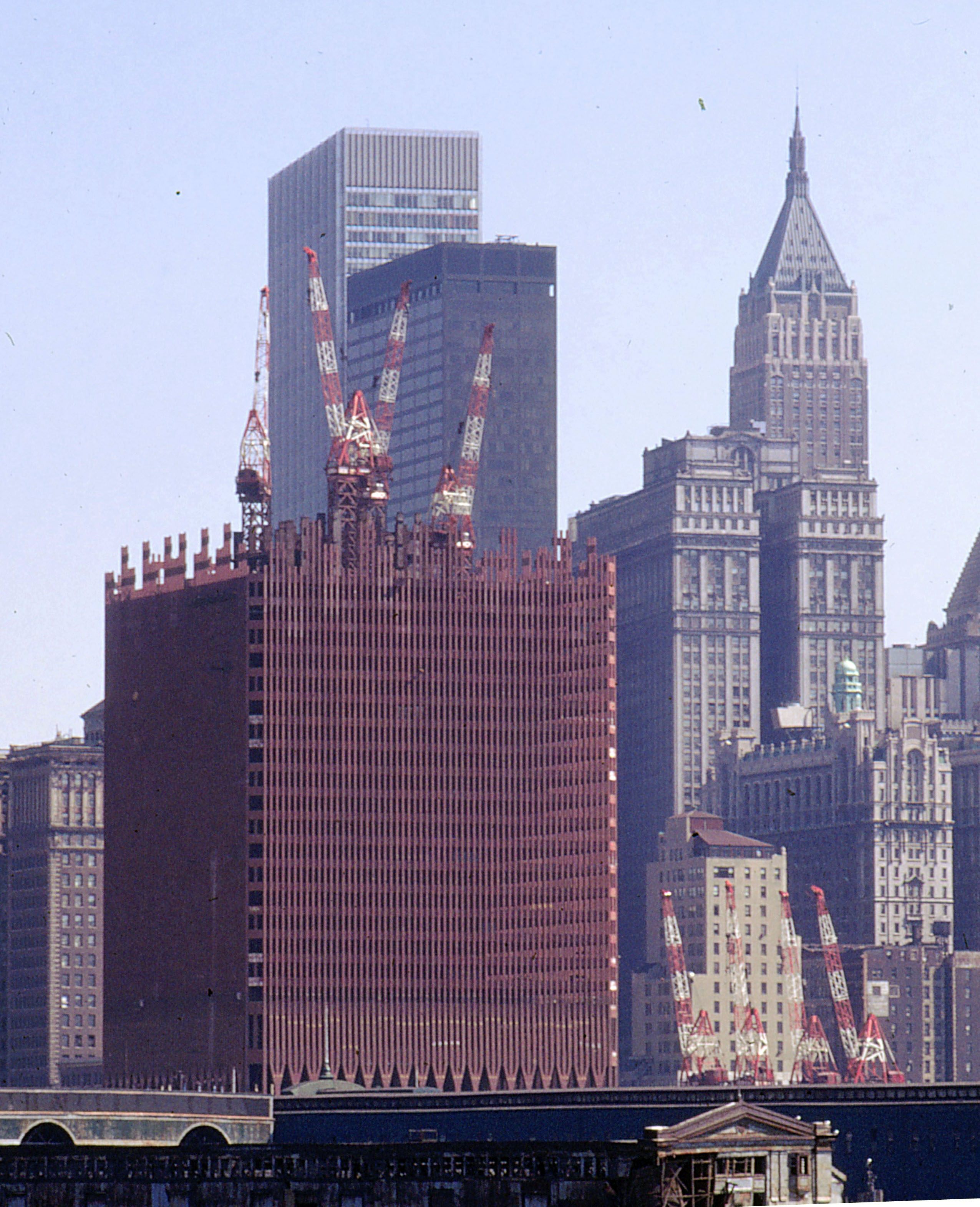
建設工事中のツインタワー（1969年撮影）

1965年3月、港湾公社はワールドトレードセンター建設用地にあたる土地（ラジオ・ロウ）の買収を開始した。翌1966年3月21日には、13ブロックにわたって広がるラジオ・ロウの低層ビル群を取り壊すための解体工事が始まった。ラジオ・ロウの解体が完了したあとの1966年8月5日、起工式が執り行われ、WTCの建設工事が始まった。
WTCの敷地は埋め立て地であり、岩盤は地下20mに位置していた。基礎工事を行うには、まず掘削時にハドソン川から水が侵入するのを防ぐ必要があり、建設用地一帯に、バスタブ状の地下壁（通称）を築かねばならなかった。この地下壁を施工するにあたり、港湾公社のチーフエンジニアはスラリー壁工法を選択した。この工法は、掘削と同時にスラリーと呼ばれるベントナイト混合物を溝に注ぎこみ、溝をスラリーで満たすことで地下水の流入を封じ、掘削の完了後に鋼鉄のケージを溝に沈め、続いてコンクリートを注入すると、スラリーは溝から押し出され、コンクリートの地下壁が完成するというものだった。地下壁の完成までには14か月を要したが、バスタブの建設は敷地内部で掘削を始めるために必須だった。
バスタブに囲われた敷地からは92万立方メートルもの大量の土砂が掘り出され、敷地西側に隣接するハドソン川の埋め立てに利用された。形成された埋立地は「バッテリー・パーク・シティ」と呼ばれ、1985年にはこの地に「ワールドフィナンシャルセンター」と呼ばれる高層オフィスビル群がオープンした。

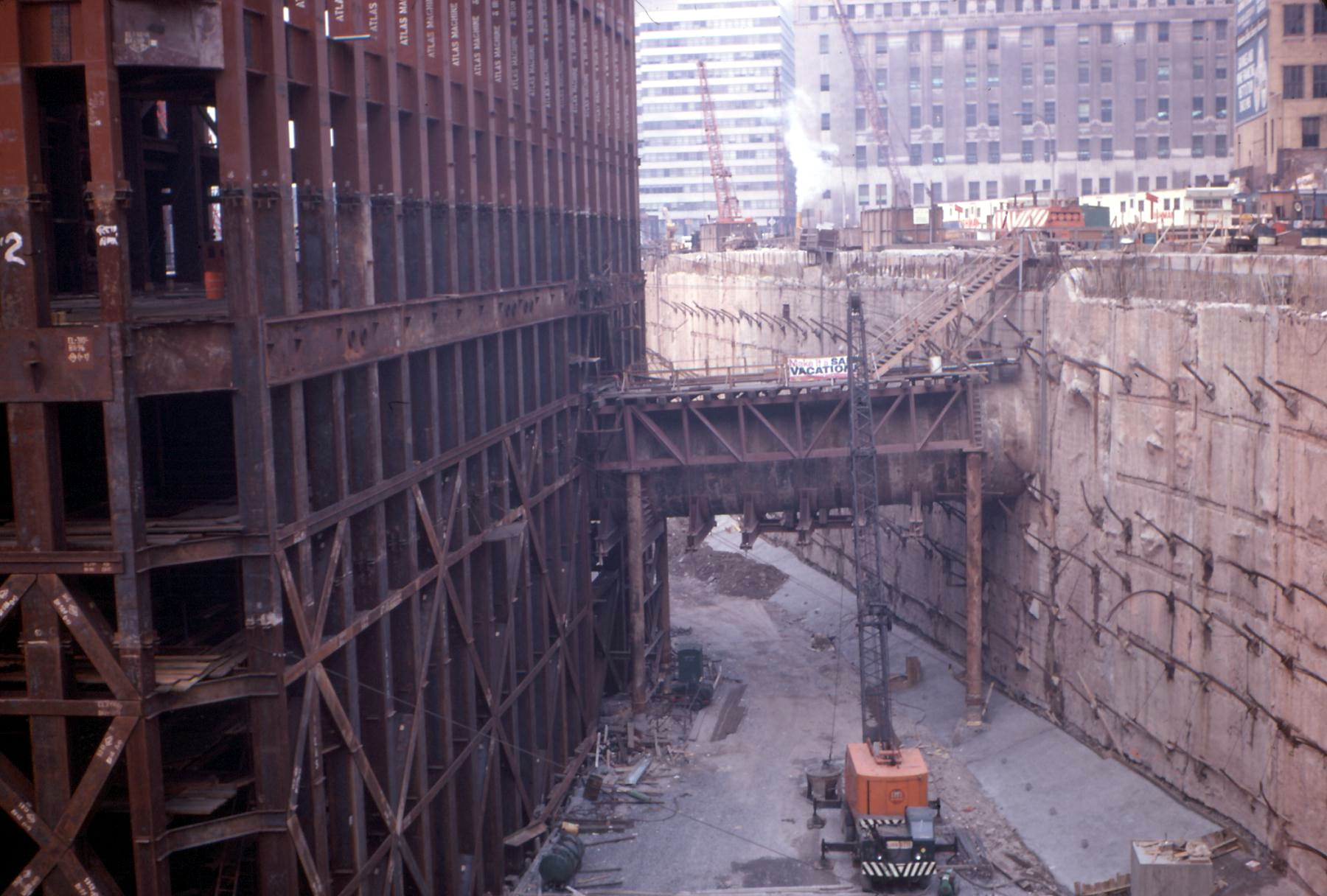
建設工事の様子。右手に見えるコンクリートの壁がザ・バスタブ。パストレインの鉄道トンネルが宙に浮かされ、建設中のタワーの内部を通っている（1969年撮影）

建設用地の地下を通るパストレインの鉄道トンネルは、地下鉄の新駅が1971年にオープンするまでの間、建設工事中も運行を続けた。トンネルは支柱で宙に浮かされ、バスタブ内を渡されており、その中をパストレインが走った。敷地の地下には約2,000台の車を収容できる大駐車場や、ショッピングモールなども建設された。
基礎工事が完了したあとの1968年8月、1 WTC（北タワー）の建設工事が開始された。翌1969年1月には2 WTC（南タワー）の建設も始まった。ツインタワーの建設ではプレハブ工法が大々的に用いられ、建設プロセスの高速化が果たされた。1970年12月23日、北タワーの上棟式（トッピング・アウト）が行われた。翌1971年の7月19日には南タワーの上棟式が行われた。北タワーの最初のテナントは1970年12月15日に入居し、1972年1月には南タワーにも最初のテナントが入った。
1 WTCは1972年に、2 WTCは1973年に完成した。ツインタワーが完成した時点で、港湾公社はワールドトレードセンターの建設に約9億ドルを費やしていた。1973年4月4日、WTCのオープニング式典が挙行され、ツインタワーは正式に開業した。

### 批判
ワールドトレードセンターの建設計画は多くの論争を呼んだ。WTCの建設予定地である「ラジオ・ロウ」地区には、何百もの商工業者と約100人の住民が存在しており、その多くは立ち退きを求められることに対して猛烈に反発した。1962年6月、立ち退きの対象となった事業者らは結束して港湾公社の土地収用権に異議を申し立て、その差し止めを請求した。港湾公社との法的な争いは最終的に合衆国最高裁判所まで持ち込まれたが、最高裁判所は1963年に事業者側の訴えを棄却し、立ち退きの実施が確定した。
民間の不動産デベロッパーやエンパイアステートビルの所有者ローレンス・ウィーンらは、公的に助成されたWTCのオフィス物件が、（すでにオフィス物件の供給過剰状態にある）一般の市場に解き放たれ、民間セクターと競合することに対しての懸念を表明した。計画の妥当性自体を疑問視する声もあり、WTCプロジェクトを「誤った社会的優先事項」と表現する見方もあった。
アメリカ建築家協会ほかの団体は、ツインタワーのデザインを美的観点から批判した。都市計画についての著作を多く持つルイス・マンフォードは1967年、WTCのような最新の超高層ビル群について、「金属とガラスでできた書類用キャビネットに過ぎない」と評した。ツインタワーのオフィスの窓は1つあたりの幅が46cmと狭く、眺望は常に窓枠（支柱）で遮られていたため非常に不評だった。社会学者・活動家のジェイン・ジェイコブズは、ニューヨークのウォーターフロントは住民の憩いの場として保存されるべきだと主張した。

## 施設

WTCコンプレックスの建物配置図

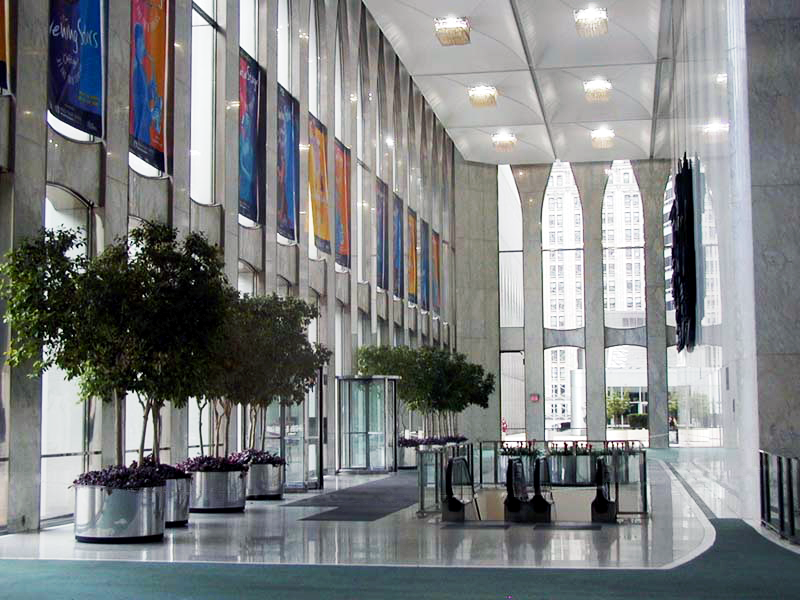
1 WTC（北タワー）のロビー。左手にトービン・プラザがある（2000年8月撮影）

ワールドトレードセンターは、ツインタワーと呼ばれる2棟の110階建オフィスビル（1 WTC・2 WTC）、22階建の高級ホテル（3 WTC）、2棟の9階建オフィスビル（4 WTC・5 WTC）、8階建の合衆国税関ビル（6 WTC）、47階建オフィスビル（7 WTC）の7棟からなるビルの集合体だった。ワールドトレードセンターのビル群には28か国から430のテナントが入居しており、銀行・金融会社・保険会社・貿易会社・政府機関など多種多様だった。ワールドトレードセンターでは5万人が働いており、それ以外に1日14万人の観光客らが訪れていた。ビル群全体では13,400,000平方フィート（1,240,000 m²）のオフィススペースがあり、あまりの広大さから独自の郵便番号（10048）が与えられていた。

### ツインタワー（1WTC・2WTC）

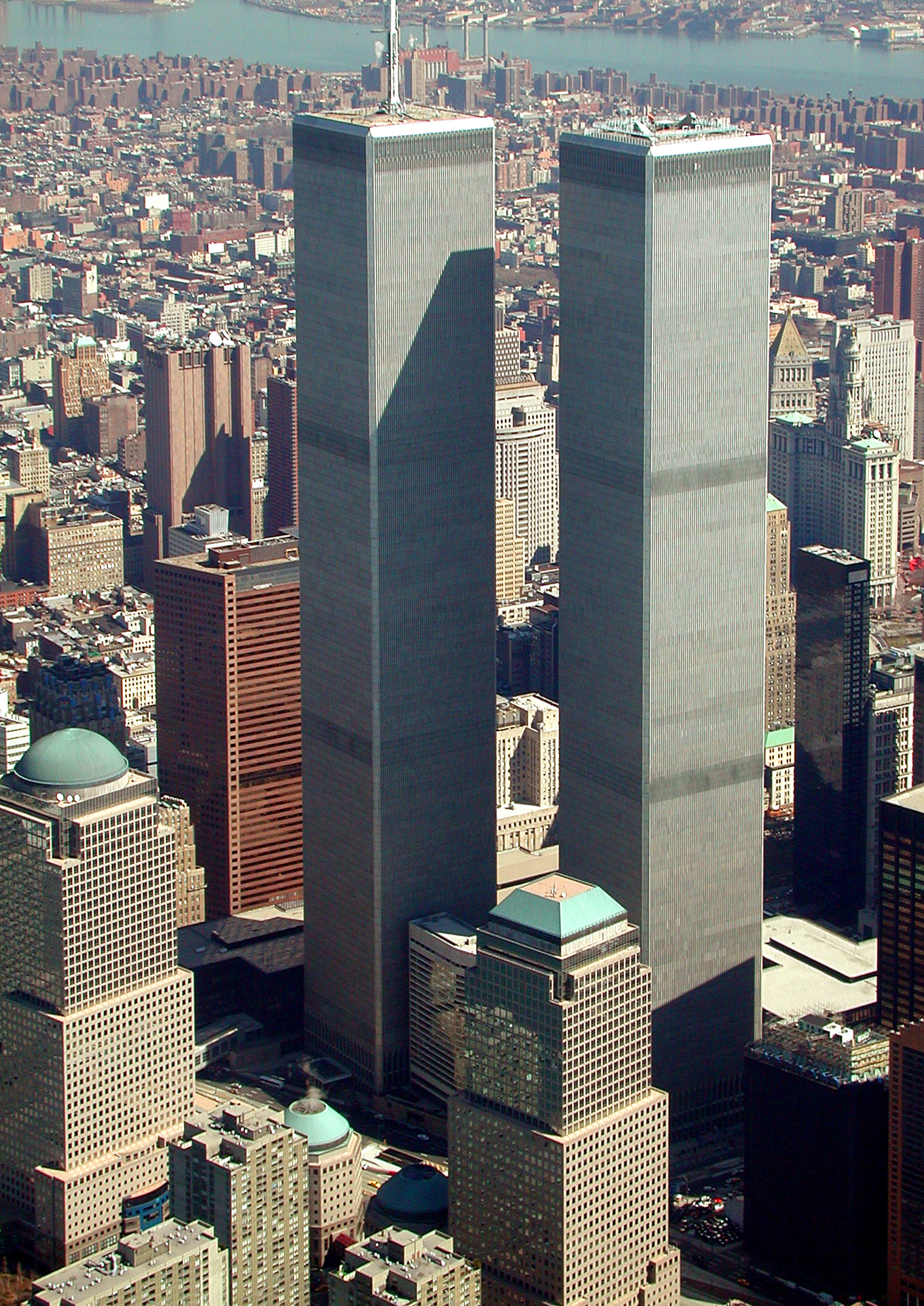
WTCのツインタワー。屋上に尖塔がある左側のタワーが1 WTC、展望デッキがある右側のタワーが2 WTC（2001年3月撮影）

ツインタワーと呼ばれた1 WTC（北タワー）と2 WTC（南タワー）は、建築家ミノル・ヤマサキがデザインしたチューブ構造の超高層ビルであり、ワールドトレードセンター・コンプレックスの中心的建築物であった。1972年の完成時、北タワーは40年以上記録を維持していたエンパイアステートビルを追い抜き世界一高いビルとなった。北タワーは高さ417mで完成したが、1978年には高さ110mの通信アンテナが屋上に設けられ、最頂部は527mとなった。南タワーは1973年に高さ415mで完成し、北タワーに次いで当時世界で2番目に高いビルとなった。
世界一高いビルの座は1974年に完成したシカゴのシアーズ・タワー（現・ウィリス・タワー）にすぐに奪われたものの、1975年以降に展望デッキや展望レストランが完成し、多くの観光客が訪れるようになった。ワールドトレードセンターのツインタワーは新たなニューヨークの象徴となり、数多くの映画やテレビドラマにも登場するようになった。
ツインタワーは両棟ともに110階建てであり、北タワーの110階はテレビスタジオ、南タワーの108〜110階は機械設備階となっていた。北タワーの屋上には通信用アンテナの尖塔が設置されており、南タワーの屋上は展望デッキとして使用されていた。完成から崩壊するまでの間、ツインタワーは世界でもっともフロア数の多いビルであり続けた。110階というフロア数の記録は2010年にブルジュ・ハリファが完成するまで追い抜かれることはなかった。各タワーの総重量は約50万トンだった。

#### トップ・オブ・ザ・ワールド

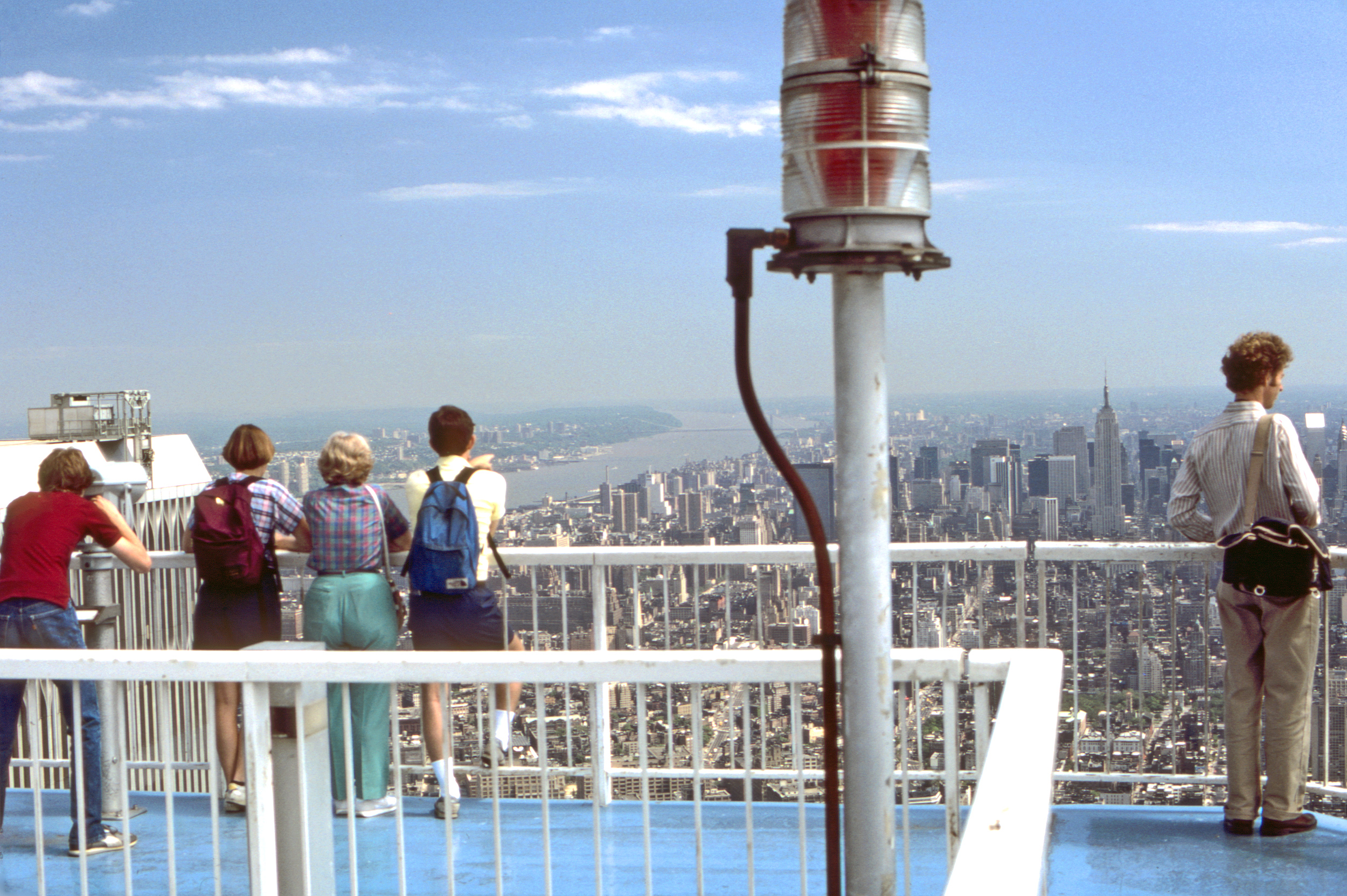
2 WTC（南タワー）屋上の展望デッキからミッドタウン・マンハッタンの景色を眺める観光客（1984年撮影）

ツインタワーには一般の観光客に開放されたフロアがあり、南タワーの107階は「トップ・オブ・ザ・ワールド (Top of the World)」という名の屋内展望デッキとなっていた。来場者は入場料を払ったあと（1993年のテロ事件以降はセキュリティ・チェックが追加された）、専用エレベーターで地上から107階の展望デッキ（地上400m）まで直行することができた。107階には双眼鏡が多数設置されていたほか、さまざまな売店やニューヨークをヘリで飛行する映像を上映するシアターなどがあった。天候が許す日には、107階から2本のエスカレーターを乗り継いで屋上の展望デッキ（地上420m）に出ることもできた。晴れた日には、屋上のデッキから50マイル（80km）先まで見渡すことができた。屋上のデッキは自殺防止用フェンスよりも高い位置に高台のように設置されており、エンパイアステートビル屋上の展望デッキとは異なり、何にも遮られない眺望を得ることができた。

#### ウィンドウズ・オン・ザ・ワールド
北タワーの106〜107階には「ウィンドウズ・オン・ザ・ワールド (Windows on the World)」と呼ばれる展望レストランが存在しており、観光客も入店することができた。1976年4月に営業開始したこのレストランは、飲食店経営者ジョー・バウムが1,700万ドル以上を投じて開業したものだった。106〜107階では「ウィンドウズ・オン・ザ・ワールド」のほかにも、スモーブローと寿司を提供する「Hors d'Oeuvrerie」と、ワイン専用のバー「Cellar in the Sky」という2つの系列店が営業していた。展望レストランは1993年の爆破事件のあとに一時閉店した。レストランは1996年に再オープンしたが、それに合わせ従来の系列店「Hors d'Oeuvrerie」と「Cellar in the Sky」は、それぞれ「Wild Blue」というレストランと「The Greatest Bar on Earth」という名のバーに置き換えられた。2000年度の「ウィンドウズ・オン・ザ・ワールド」の売上高は3,700万ドルであり、アメリカでもっとも収入の多いレストランとなっていた。北タワーの44階（スカイロビー階）でも系列店の「スカイ・ダイブ・レストラン (The Sky Dive Restaurant)」が営業していた。批評家による展望レストランへの評価は賛否両論があった。1996年12月、ニューヨークタイムズのレストラン批評家ルース・ライルは、「ウィンドウズ・オン・ザ・ワールドに純粋に食事をしにいく人は皆無だろうが、今ならばもっとも食事にうるさい部類の人でも満足させることができるだろう」と書き、このレストランの品質に "very good" という評価を与えた。別のレストラン批評家ウィリアム・グライムズは、2009年出版の著書 Appetite の中で、「ウィンドウズ・オン・ザ・ワールドでは、メインの料理はニューヨークの景色だった」と評した。

### その他のビル（3–7 WTC）
ワールドトレードセンターの16エーカー（65,000m²）の敷地には、ツインタワーのほかに5棟のビルが存在していた。敷地の南西に建設された3 WTCは22階建のホテルであり、1981年に「ビスタ・ホテル (Vista Hotel) 」として開業し、1995年には「マリオット・ワールドトレードセンター」と改称された。4 WTC、5 WTC、6 WTCはいずれもオフィスビルであり、トービン・プラザを囲むように建設されていた。プラザの南東に位置する4 WTCビルと北東の5 WTCビルは9階建であり、4 WTCには合衆国商品取引所 (U.S. Commodities Exchange) が入居していた。北西に位置する6 WTCビルは8階建であり、アメリカ合衆国税関が入居していた。1987年には、WTCの敷地から道路を挟んだ北側に47階建オフィスビルの7 WTCが完成した。WTCコンプレックスの地下には大型ショッピングモールが広がっており、ニューヨーク市地下鉄やPATHトレインなどの公共交通機関とも接続されていた。

### プラザ

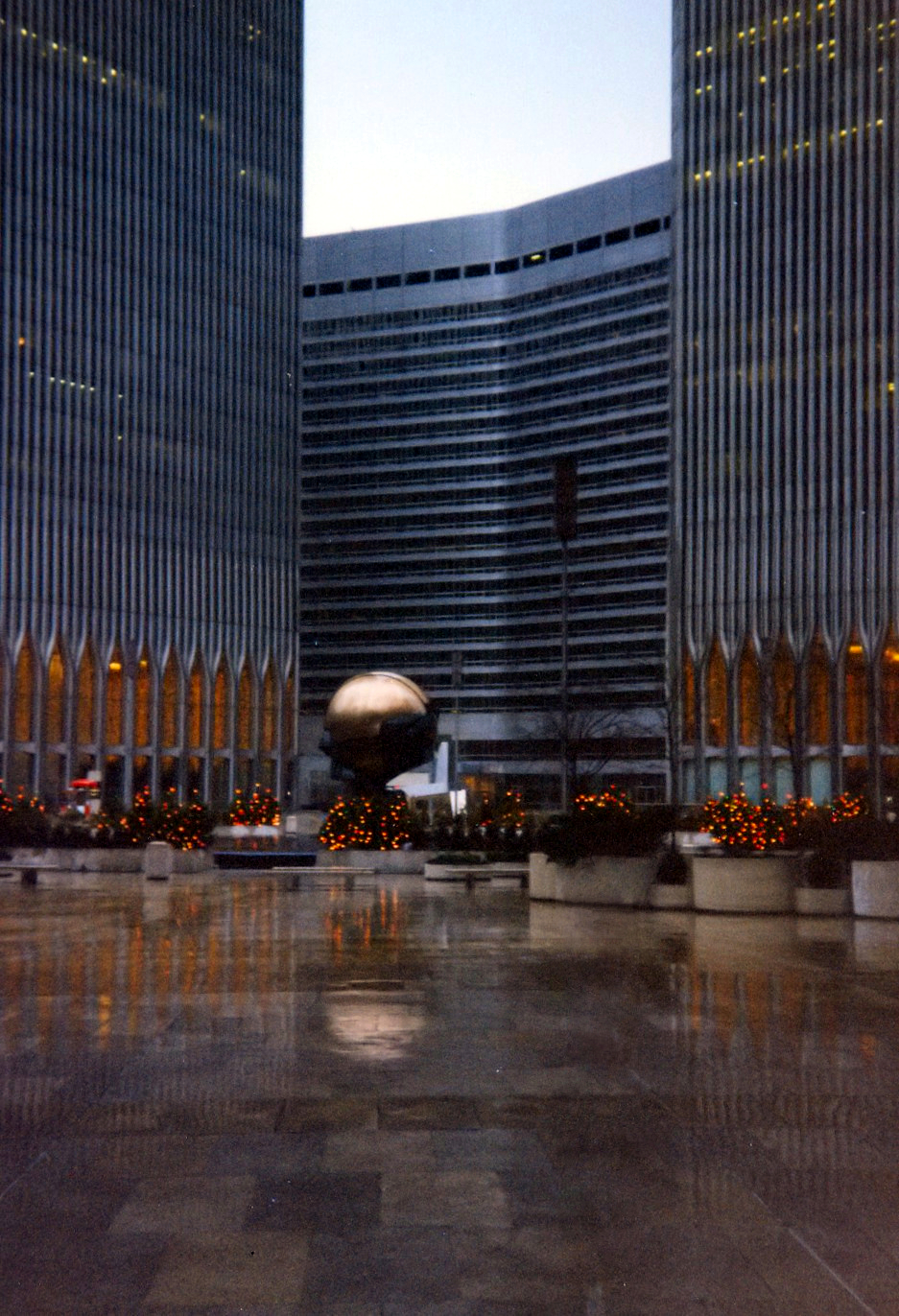
1995年時点のトービン・プラザ。ツインタワーの間に見えるビルが3 WTC（マリオット・ワールドトレードセンター）

ワールドトレードセンターの敷地中央には、ヴェネツィアのサン・マルコ広場を意識した広場である「プラザ」が設けられていた。プラザのデザインには、地面に描かれた巨大な四角形・泉（噴水）・中心から放射状に広がる模様など、メッカの大モスクのモチーフも使われていた。ヤマサキによれば、このプラザは「ウォール街の通りや歩道の窮屈さから解放してくれる、メッカのような場所」であった。プラザの中心にはフリッツ・ケーニッヒの作品「ザ・スフィア」が置かれていた。1982年、プラザは1978年に亡くなったオースティン・トービンにちなみ、「オースティン・J・トービン・プラザ」と命名された。夏の間、プラザには仮設の野外ステージが設置され、さまざまなパフォーマンスや演奏が行われていた。長年にわたり、プラザは2棟のタワーの間で発生するベンチュリ効果による突風の被害を受けており、歩行者は時にはロープにつかまって移動する必要があるほどだった。約1,200万ドルが費やされた改修工事を経て1999年にトービン・プラザは再オープンした。改修により従来の大理石舗装がグレーとピンクの花崗岩による舗装に変更されたほか、新しいレストランやキオスク、ベンチやプランターなどが追加された。

### 美術品
港湾公社はワールドトレードセンターの建設にあたり、総建設費用の1%をパブリック・アートに使っていた。エントランスのロビーにはルイーズ・ネーベルソン、ジョアン・ミロ、ル・コルビュジエらの大きな作品が、トービン・プラザの中心にはフリッツ・ケーニッヒの「ザ・スフィア」が、またその周辺には流政之の「雲の砦」、ジェームズ・ロザッティ (James Rosati) の「Ideogram」などが置かれていた。またWTC7建設後にはアレクサンダー・カルダーの「スタビル」などが設置された。ビルの各テナントもおのおの美術コレクションを所有しており、1 WTCの上層階にあった証券会社キャンター・フィッツジェラルド（9.11テロで大多数の社員が死亡した）はロダンの彫刻のコレクションで知られていたほか、バンク・オブ・アメリカのオフィスには100点以上の現代美術作品があった。美術品の多くは同時多発テロ事件によって失われたが、プラザに置かれていた「ザ・スフィア」は原型を保った状態で発見され、再度組み立てられたのち、テロの記念碑としてバッテリー・パークに移設された。テロで失われた美術品の当時の総額は、各テナントのプライベート・コレクションが1億ドル、パブリックアートが1,000万ドル、合計で1.1億ドルとされる。

## 911テロ以前の事件

### 1975年2月の火災
1975年2月13日の夜、北タワーの11階で大規模な火災が発生した。火は電話線の絶縁体を伝わって9階と14階にも燃え広がった。火元から遠いエリアはすぐさま鎮火され、11階の火元も数時間以内に鎮火された。駆けつけた消防隊員が軽傷を負った以外に人的被害はなかった。大きなダメージを被った11階では、書類用キャビネットとオフィス機械用のオイルが火の燃料となっていた。耐火被覆が機能し、タワーに構造的ダメージは見られなかった。火が広がった9階と14階以外に、消火活動に使われた水によってダメージを受けたフロアもあった。当時のワールドトレードセンターにはスプリンクラー設備が存在していなかった。

### 1993年2月のテロ事件

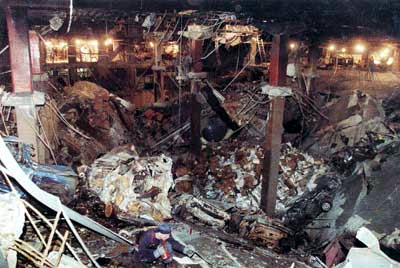
1993年の爆破事件が起こった1 WTCの地下駐車場

1993年2月26日午後0時17分、テロリスト（ラムジ・ユセフ）によって設置された、1,500ポンド（680kg）の爆発物を満載したトラックが、北タワーの地下駐車場で爆発した。爆発によって地下駐車場のB1およびB2フロアが甚大な被害を受け、B3フロアも深刻な構造的ダメージを被った。このテロ攻撃の結果、6人が死亡し、1,042人が負傷した（煙の吸引による負傷を含む）。駐車場の火災により発生した煙が両タワーのエレベーターシャフトを伝わって全階に広がり、WTCは全館全員緊急退去という騒然とした状況に包まれた。のちに、ラムジ・ヨセフとイヤード・イスマイールがテロの実行犯として有罪判決を受けたほか、オマル・アブドッラフマーンら5人の人物がテロに関与したとして有罪となった。裁判では、テロの計画者らの狙いは北タワーの安定性を損なうことで南タワーに向かって倒れこむように仕向け、ツインタワー両棟を破壊することであったとされた。
爆発で吹き飛ばされた地下駐車場の床は北タワーを構造的に支持していたため、修復を行ってその機能を回復する必要があった。地下駐車場のB5フロアにはWTCコンプレックス全体の空調を担う冷却設備が存在していたが、この設備も爆発で大きなダメージを受けた。爆発は火災報知システムの配線や信号装置も破壊しており、コンプレックス全体で装置を交換する必要が生じた。
このテロ事件のあと、港湾公社は非常階段に避難誘導用のフォトルミネセンス表示を追加したほか、犠牲者の名を刻んだ追悼のメモリアルをトービン・プラザに設置した。このメモリアルは2001年の同時多発テロによって破壊され失われた。1993年の事件による犠牲者の名前は、2001年のテロによる犠牲者の名前とともにナショナル・セプテンバー11メモリアル&ミュージアムに記載されている。

### 1998年1月の強盗事件
1998年1月14日、マフィアの構成員であるラルフ・グアリーノ (Ralph Guarino) は、3人の共犯者とともにBrink'sの北タワー11階の銀行への現金輸送を待ち伏せして襲い、200万ドルを越える額の現金（ドル以外の通貨を含む）を奪った（w:1998 Bank of America robbery）。しかしその後、4人とも逮捕され、主犯のグアリーノはFBIの証人となった。彼の情報提供により、ニュージャージー州のデカヴァルカンテ一家の幹部が多数逮捕・起訴され、組織に大打撃を与えた。

## 911テロ事件による破壊

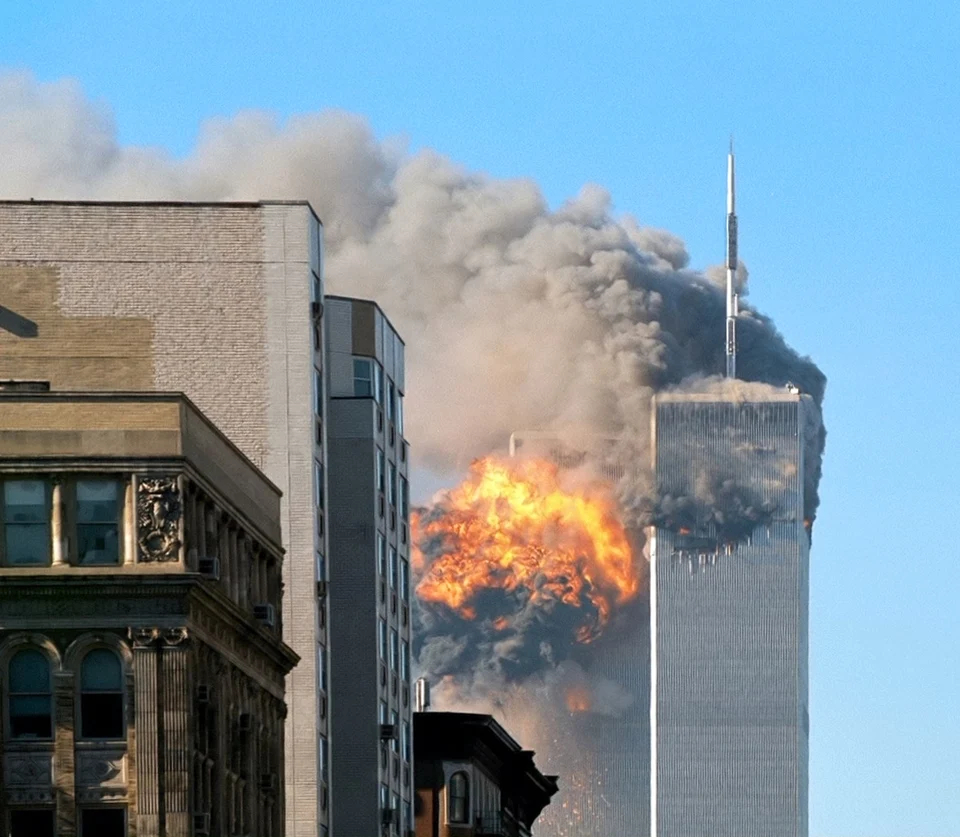
アメリカ同時多発テロ事件でユナイテッド航空175便が2 WTCの南１側外壁に突入した瞬間

2001年9月11日午前8時46分、イスラム過激派テロリストにハイジャックされたアメリカン航空11便が1 WTC（北タワー）の北側外壁、93〜99階に突入した。その17分後の午前9時3分、同じくハイジャックされたユナイテッド航空175便が2 WTC（南タワー）の南側外壁、77〜85階に突入した。北タワーでは11便の衝突によってすべての非常階段が破壊されたが、南タワーでは175便が中心から逸れて衝突したため、1本の非常階段が使用可能な状態で残されていた。

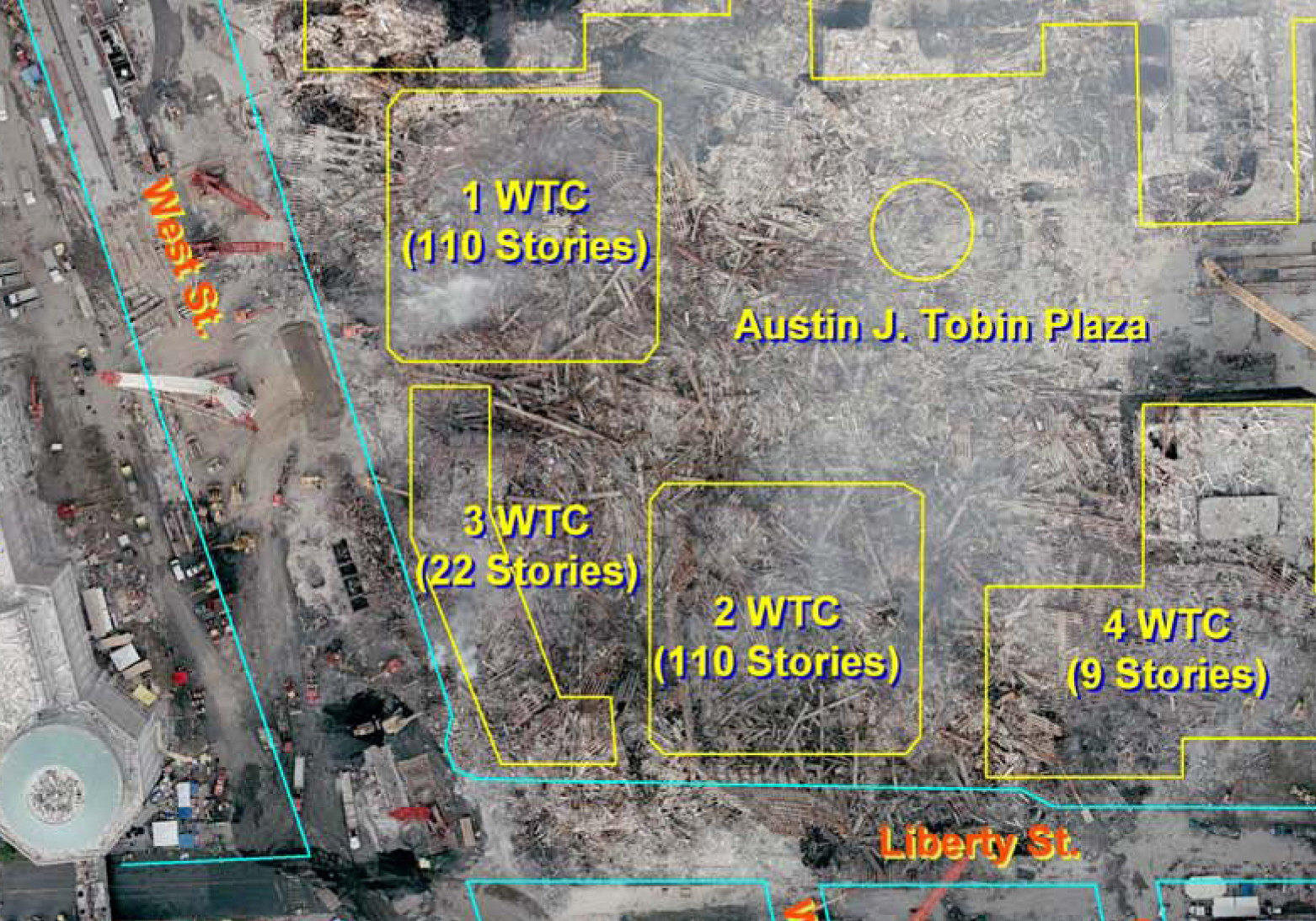
2001年9月17日撮影のWTC跡地

午前9時59分、南タワーは約56分間炎上したあとに崩壊した。航空機の衝突による構造的ダメージに加え、ジェット燃料が引き起こした火災の熱が構造部材の強度を著しく低下させたことが崩壊につながった。10時28分、南タワーに続き、北タワーが約102分間炎上したあとに崩壊した。17時21分、7 WTCビルが火災による構造ダメージによって崩壊した。3 WTCビル（マリオット・ワールドトレードセンター）はツインタワーの崩落に巻き込まれ崩壊した。プラザ周辺の3つのビル（4-6 WTC）はツインタワーからのデブリによって甚大な被害を受け、事件後に解体された。ワールドトレードセンター跡地での救出作業や回収作業、がれきの除去が完了するまでには8か月を要した。
アメリカ国立標準技術研究所（NIST）の推定によれば、テロ発生時のツインタワーには約17,400人が存在していた。ワールドトレードセンターとその周辺での民間人死者は2,192人（突入した旅客機の乗員乗客を除く）であり、中でもキャンター・フィッツジェラルド（北タワーの101〜105階に入居）とマーシュ・アンド・マクレナン（北タワーの93〜101階に入居）、エーオン（南タワーの92・98〜105階に入居）などの企業は多数の死者を出した。南タワーに旅客機が衝突したポイントは北タワーに比べて低層であり、より多くフロアが影響を受けたにもかかわらず、南タワーにおける民間人死者は624人と（1,466人の民間人死者を出した北タワーに比べて）少なかった。民間人死者のほかにも、現場に駆けつけたニューヨーク市消防局の消防士343人と、ニューヨーク市警察・港湾公社警察などの警察官71人がワールドトレードセンターで死亡した。各タワーの崩壊時、内部には多数の民間人や消防士が存在していたが、生存してがれきから救出されたのは20人のみだった。

## 新ワールドトレードセンターの建設

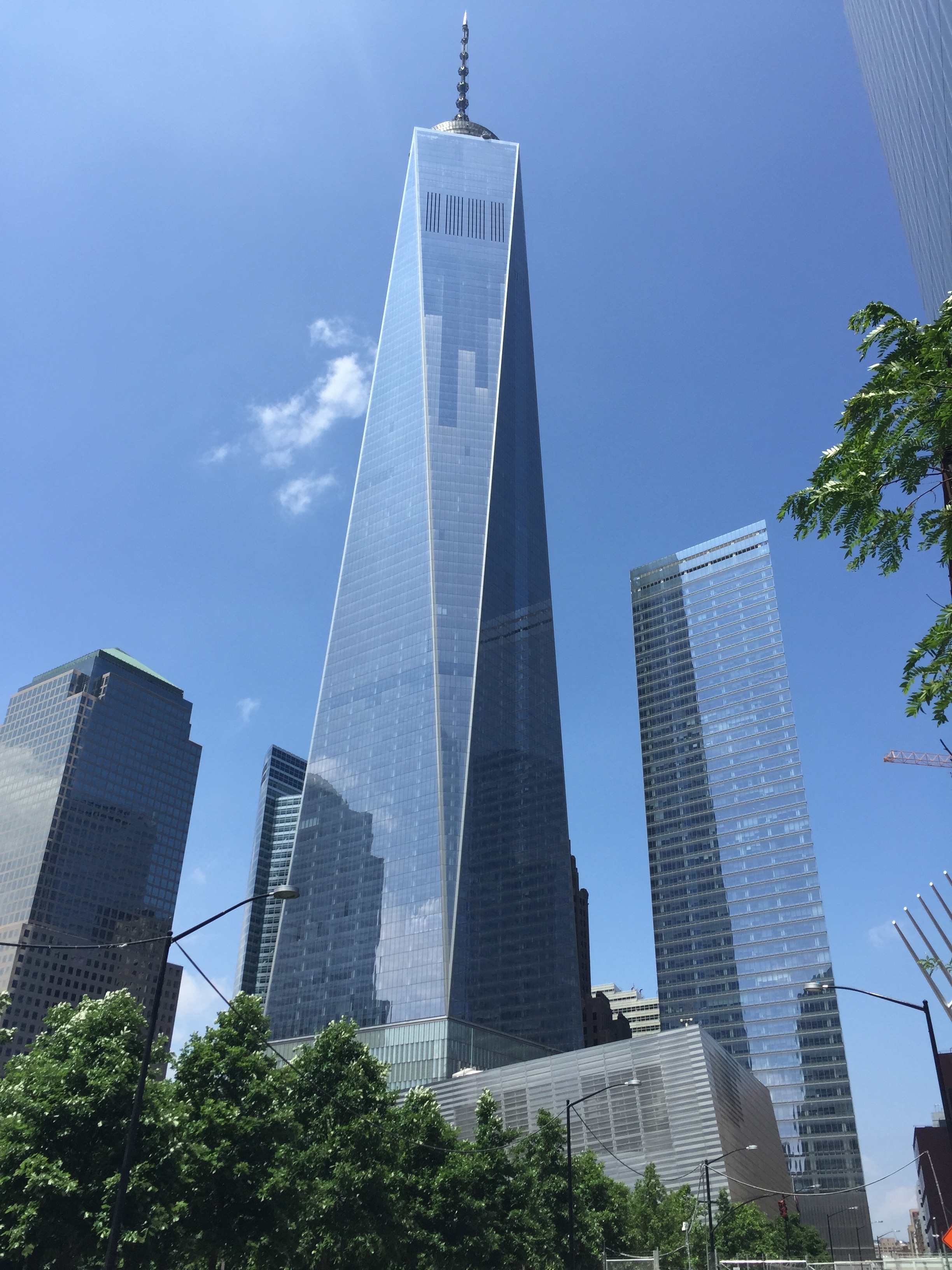
新WTCの中心的施設であるワン・ワールド・トレード・センター（2015年5月）

新WTCのビル配置図

ワールドトレードセンターの再建についての議論はテロによる破壊の直後から始まった。2001年11月には再建プロセスの監督を目的とする「ロウアー・マンハッタン開発公社（LMDC）」が設立された。LMDCは用地計画や建築デザインを選定するのためのコンペを実施し、その結果ダニエル・リベスキンドによる「メモリー・ファウンデーション」と題する設計案がマスタープラン（基本計画）として採用された。リベスキンドはベルリン・ユダヤ博物館に代表される祈念モニュメントの設計に実績があり、今回も尖塔までの高さ1,776フィート（541m、アメリカ独立の1776年にちなむ、ただし建物部分は70階建）の自由の女神を模したフリーダム・タワーがそのデザインの中核を占めていた。またツインタワーのあった場所は慰霊の場とし、その周囲をストーンヘンジのように囲む5つの高層ビル群は、毎年9月11日の朝の旅客機衝突時刻からビル崩壊時刻までの間、タワー跡地には影を落とさないように配置されていた。しかし最終的に、リベスキンドの案には大幅な変更が加えられることとなった。
港湾公社は9.11テロ直前の2001年7月、ニューヨークの不動産開発業者ラリー・シルバースタインにWTCを長期リースする契約を交わしており、その結果シルバースタインが事実上の再建施工主となったため、事態は複雑な様相を呈するに至った。商業価値を優先するシルバースタインはモニュメントとしての性格が強いリベスキンド案を嫌い、SOMのデイヴィッド・チャイルズを参加させて設計に大幅な変更を加えたため、リベスキンドとの間で訴訟沙汰となった。 両者は和解し、新たにリベスキンド・チャイルズ折衷案が公表されたものの、今度は警察当局や米国本土安全保障省などから保安上の設計変更が求められ、さらに港湾公社やこれを管轄するニューヨーク・ニュージャージー両州議会などの意向も加わり、設計変更が繰り返され、フリーダム・タワーも自由の女神のデザインは特に取り入れないこととなった。
2002年5月いっぱいで残骸はすべて撤去され、遺体の捜索も合わせて打ち切られた。以後、新ワールドトレードセンターや地下鉄の再建が始まり、その第一歩として、新7WTCが2006年に竣工、WTC全体の再建事業完成は当初は2010年代前半となる予定であったが、リーマンショックなどの経済的な諸事情により大幅に遅れている。なお再建後の名称は従来どおり「ワールドトレードセンター」とされた。
新ワールドトレードセンターの構成は以下のとおり。6 ワールドトレードセンターにあたる建物は計画されておらず、欠番となっている。
- ワン・ワールド・トレード・センター（WTCタワー1）： 高さ541.3m、SOMのデイヴィッド・チャイルズ（英語版）設計（2014年11月3日竣工）
- 2 ワールドトレードセンター（WTCタワー2）： 高さ411m、ノーマン・フォスター設計（未定）
- 3 ワールドトレードセンター（WTCタワー3）： 高さ378m、リチャード・ロジャース設計（2018年6月11日竣工）
- 4 ワールドトレードセンター（WTCタワー4）： 高さ297m、槇文彦設計（2013年11月13日竣工）
- 5 ワールドトレードセンター（WTCタワー5）： 高さ226m、コーン・ペダーセン・フォックス設計（2029年完成予定）
- 7 ワールドトレードセンター（WTCタワー7）： 高さ226m、SOMのデイヴィッド・チャイルズ（英語版）設計（2006年5月23日竣工）
- トランスポーテーション・ハブ（PATH新ターミナル）： サンティアゴ・カラトラヴァ設計（2016年オープン）
- ウエストフィールド・ワールド・トレード・センター（英語版）：2016年8月16日オープン
- 国立9.11記念碑・博物館 ：2011年9月11日博物館オープン（第1期）、9月12日記念碑オープン。博物館は2014年5月21日オープン（第2期）
- リバティ・パーク（英語版）：2016年6月29日開園
- 芸術交流センター（英語版）：2023年9月13日オープン
- 聖ニコラス聖堂：2022年12月6日オープン

## 文化的影響

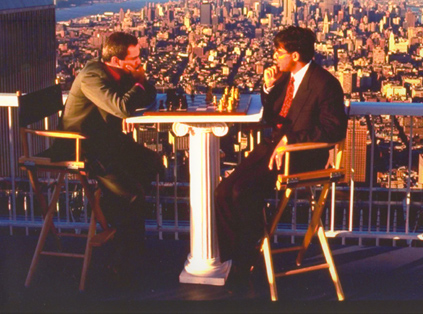
2 WTCの107階で開催された1995年PCA世界チェス選手権で対戦するカスパロフとアーナンド

2001年の9.11テロの発生以前、ワールドトレードセンターのツインタワーはニューヨーク市のシンボルであり、映画やテレビドラマの中ではニューヨーク自体を示す「エスタブリッシング・ショット」として使われていた。2006年の推定では、ワールドトレードセンターが何らかの形で登場する映画は472本にのぼるとされた。映画以外にも、数多くのテレビ番組、テレビゲーム、ミュージックビデオなどにワールドトレードセンターが登場していた。とある記者は1999年、「ニューヨークのガイドブックはほぼ間違いなく、ツインタワーを観光名所のトップ10に挙げている」と述べた。
ワールドトレードセンターは世間の耳目を集める出来事の舞台ともなった。特にフランスの大道芸人フィリップ・プティが1974年にツインタワーの屋上に登り、2つのタワーの間で綱渡りを行ったことは有名となり、この出来事を題材にした絵本『綱渡りの男』が2003年に、ドキュメンタリー映画『マン・オン・ワイヤー』が2008年に、伝記映画『ザ・ウォーク』が2015年に公開された。プティは2つのタワーの間に張られた鋼鉄製ケーブルの上を、8度にわたって横断することに成功した。1975年7月、オーウェン・クインが警備をかいくぐって北タワーの屋上にたどり着き、飛び降りて600フィート（180m）自由落下したあと、パラシュートを開いてプラザに無事着地した。1977年5月、アマチュア登山家のジョージ・ウィリッグが突如として南タワーの外壁を登り始め、登頂を成功させた。1995年には、南タワーの107階でPCA世界チェス選手権が開催され、ガルリ・カスパロフとヴィスワナータン・アーナンドが対戦した。
9.11テロの発生を受けて、一部の映画やテレビ番組はワールドトレードセンターを舞台とするシーンやエピソードを作品から削除した。9.11テロの満1年を迎えた時点で、60本以上の「追悼映画 (memorial films) 」が制作されていた。オリバー・ストーンの監督による、テロ攻撃にさらされたワールドトレードセンターを舞台にした初の映画『ワールド・トレード・センター』は2006年に公開された。

## ギャラリー

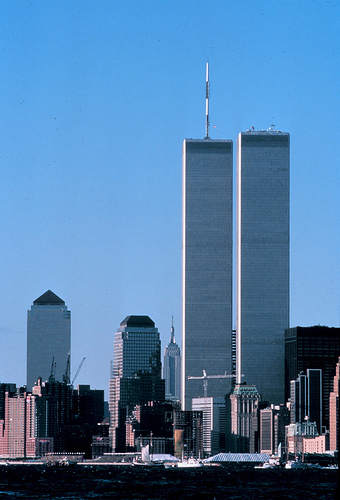
ワールドトレードセンター・ツインタワー
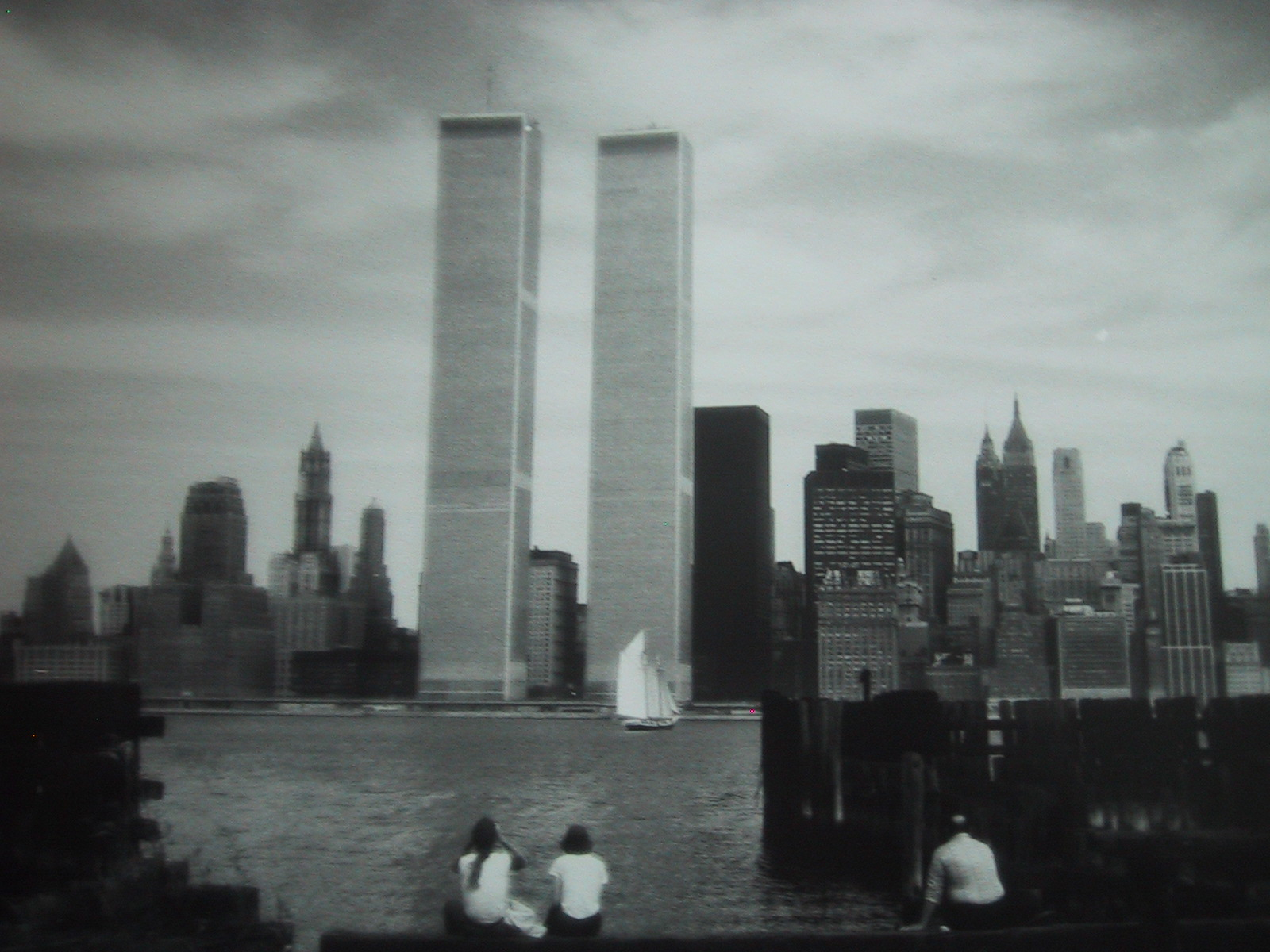
完成直後のツインタワー
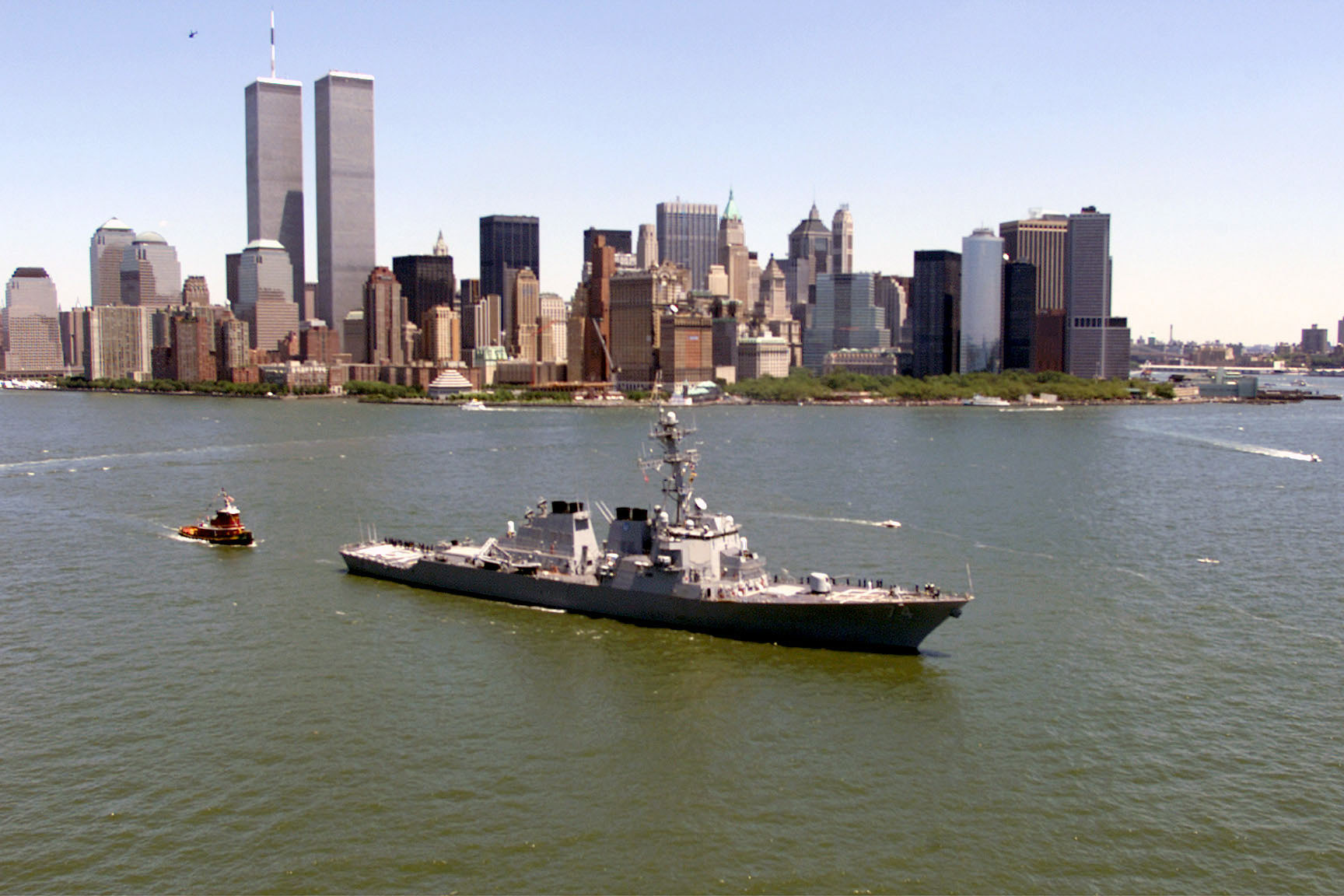
NY港から見たツインタワー
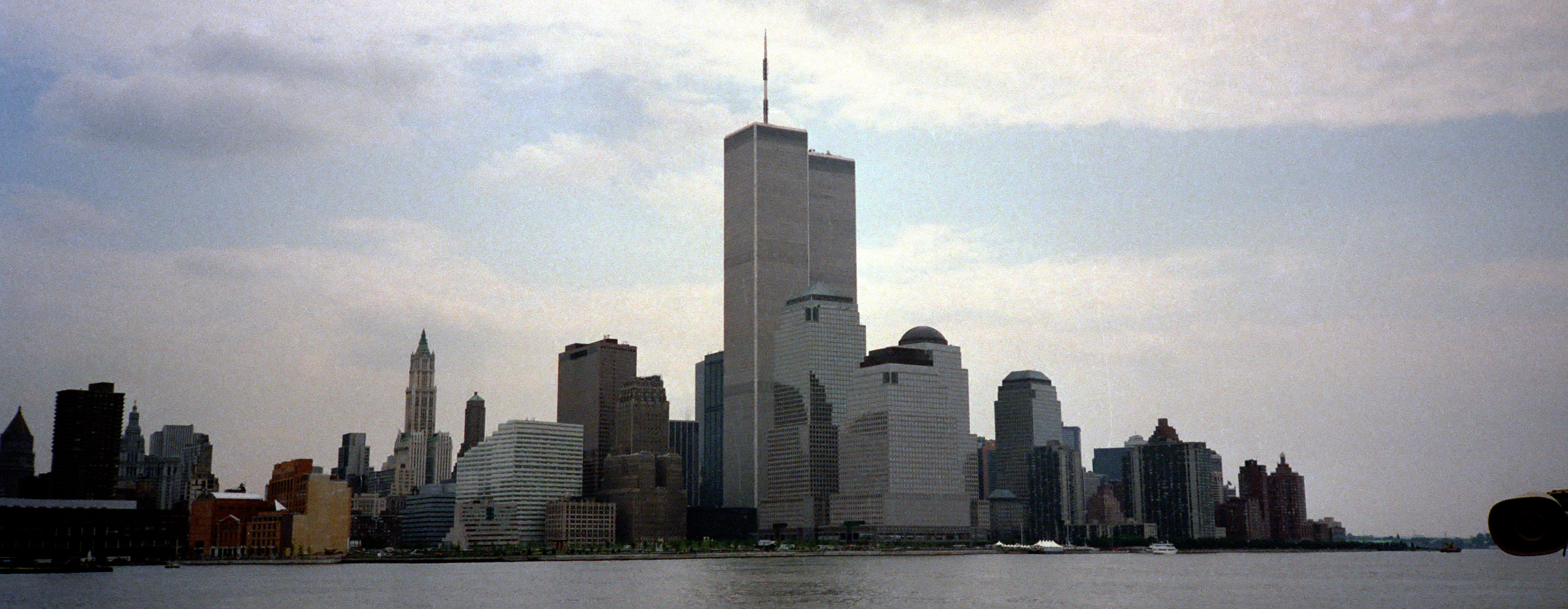
ハドソン川から見たツインタワー
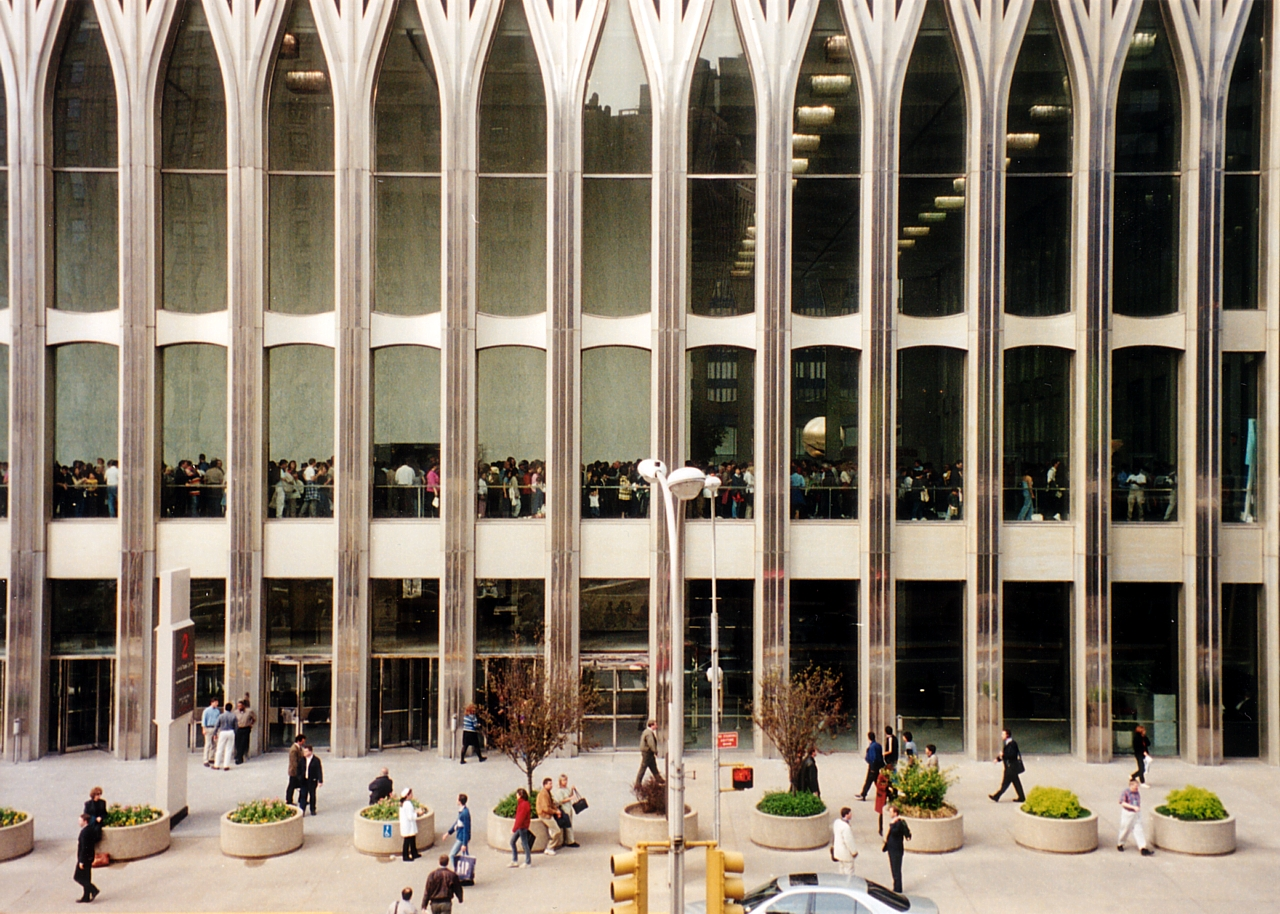
サウスタワーのエントランス
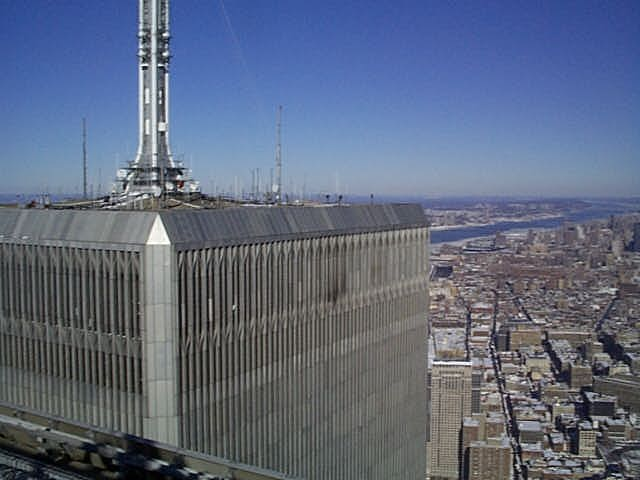
サウスタワーから見たノースタワー屋上
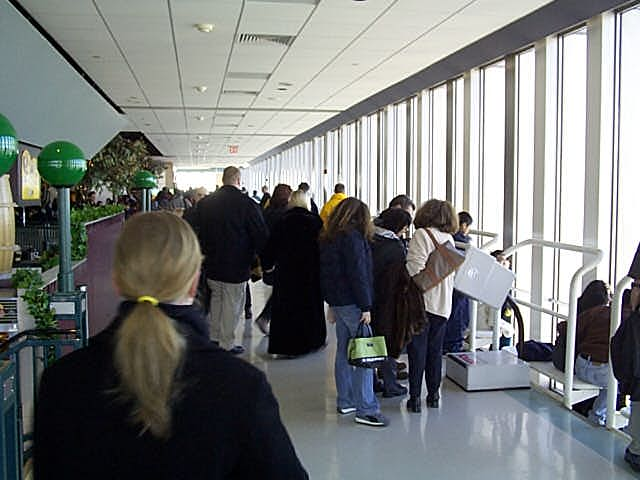
サウスタワー107階の展望台
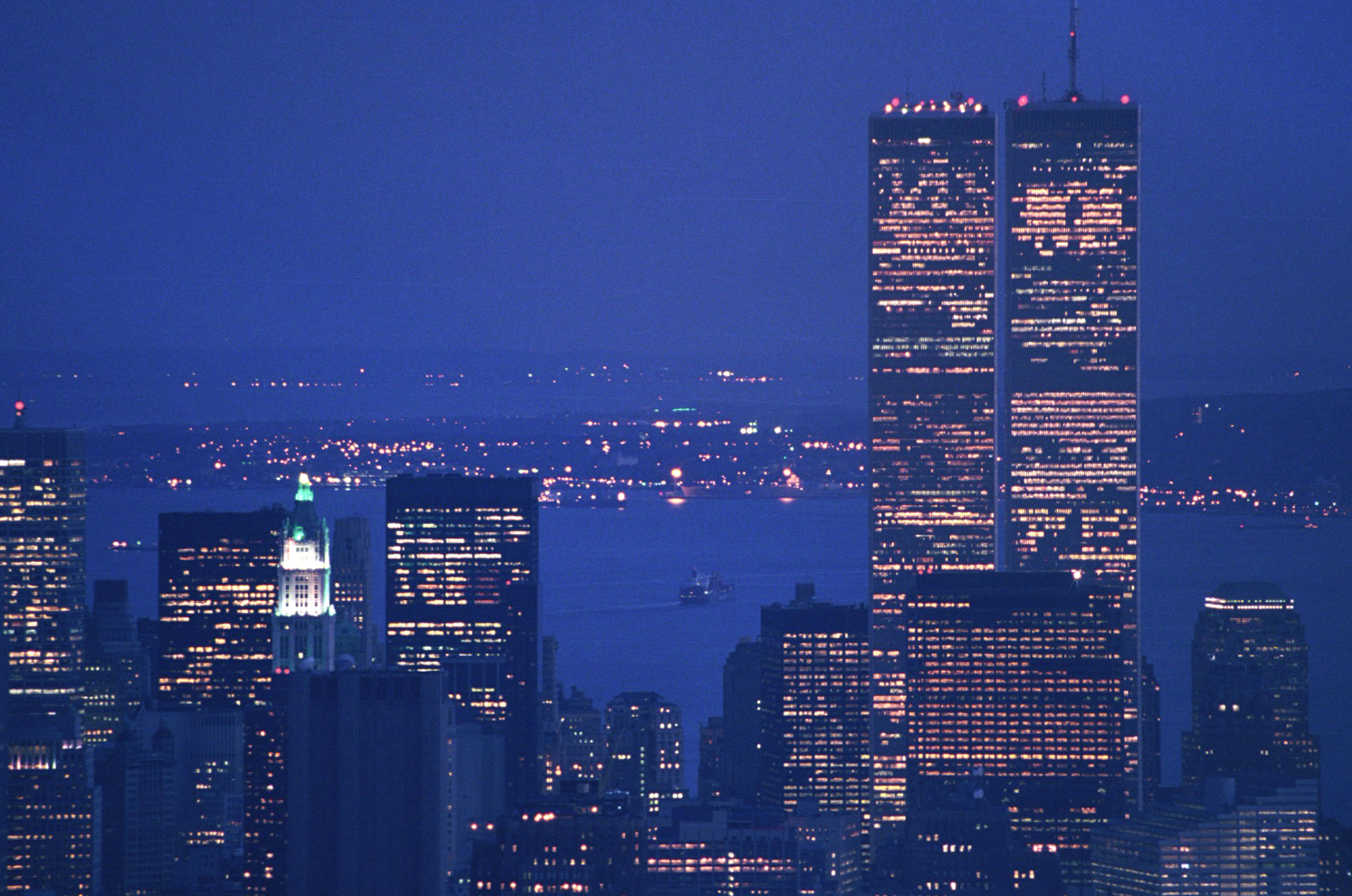
ツインタワーのある夜景
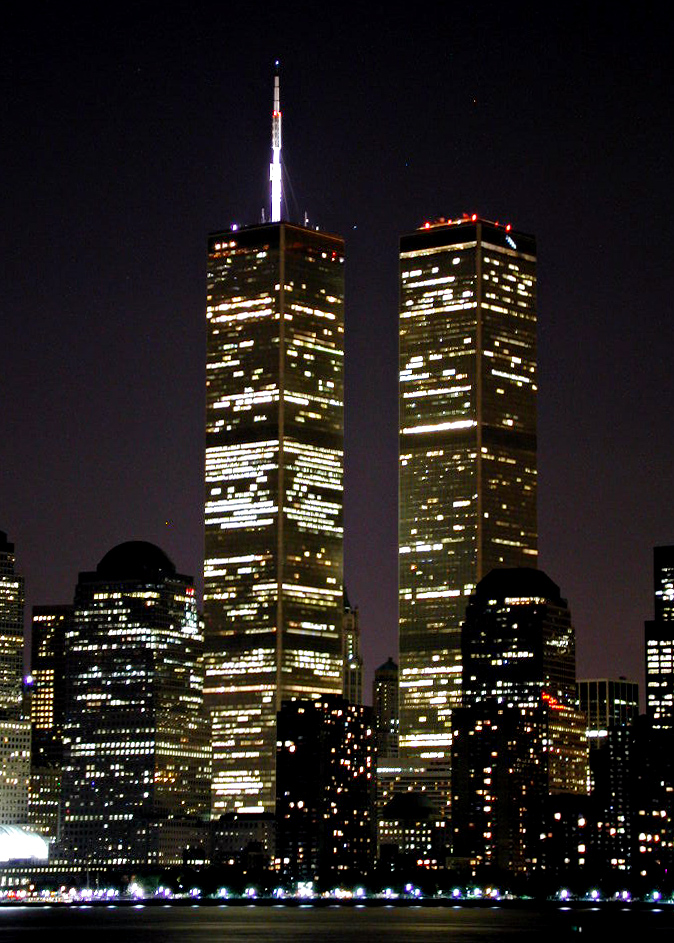
夜のツインタワー（2001年7月）
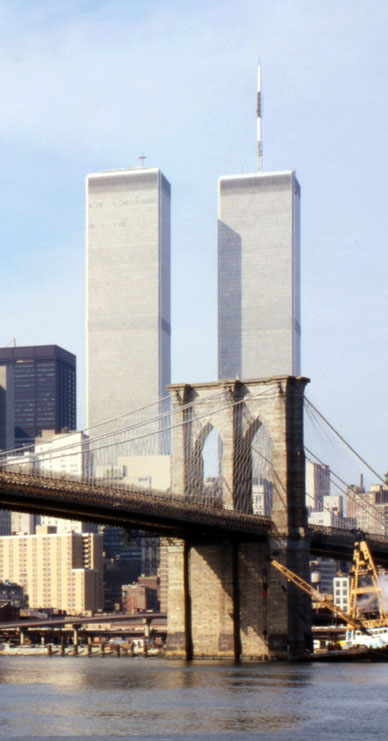
ブルックリン橋とツインタワー
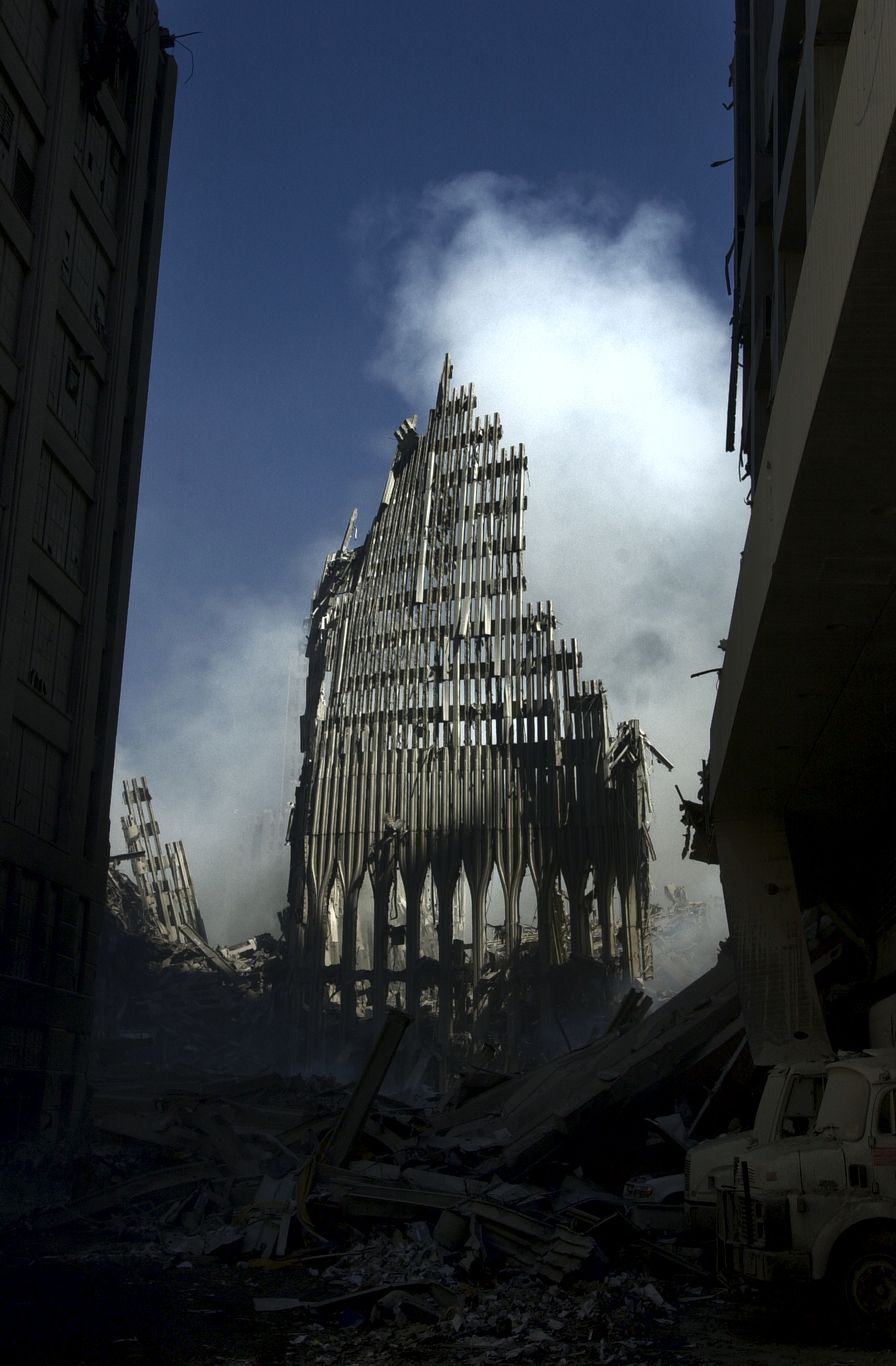
ツインタワー両棟崩壊後の残骸
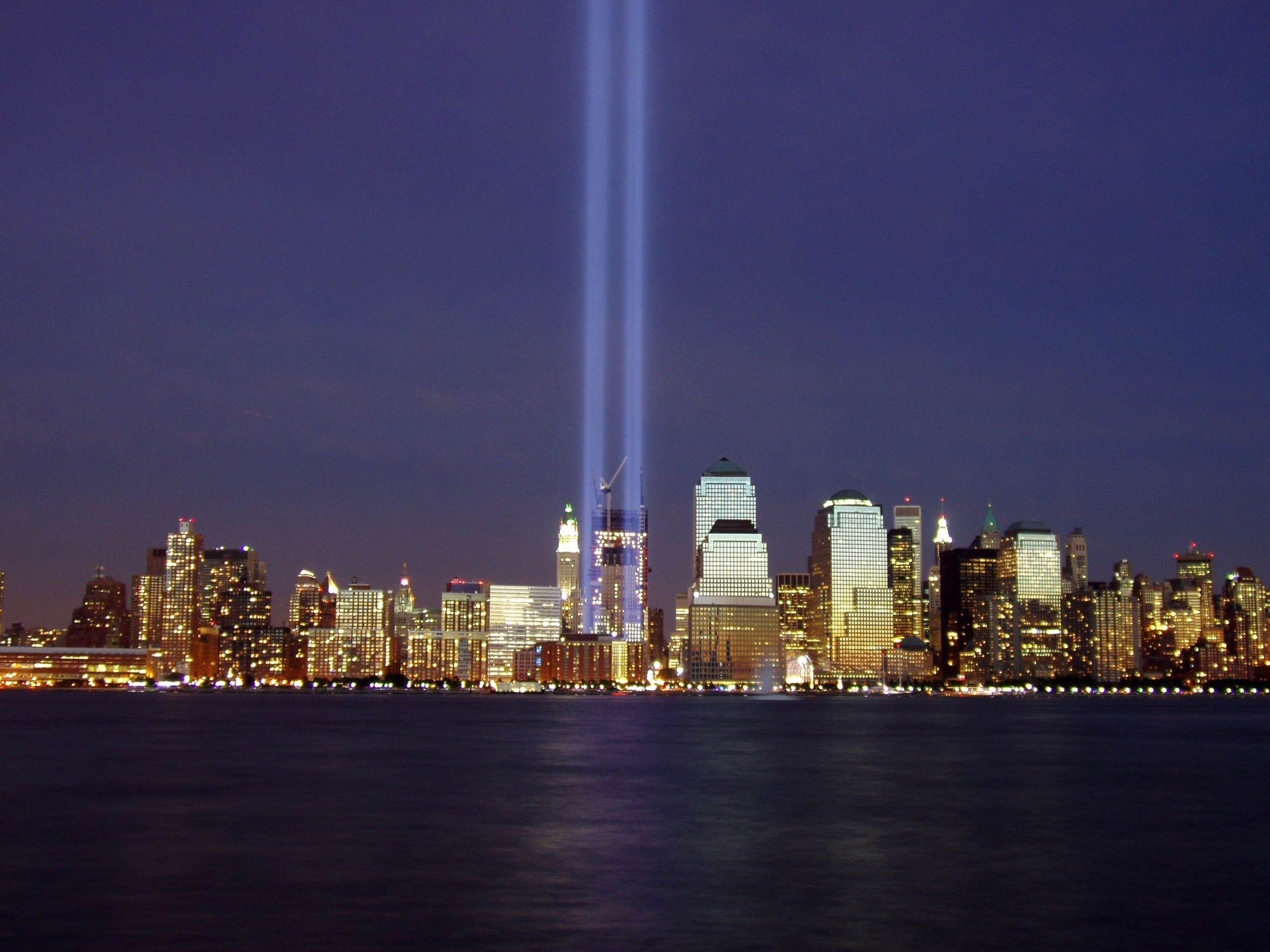
光のツインタワー